# Carex preissii
Carex preissii är en halvgräsart som beskrevs av Christian Gottfried Daniel Nees von Esenbeck. Carex preissii ingår i släktet starrar, och familjen halvgräs.
Artens utbredningsområde är Western Australia. Inga underarter finns listade i Catalogue of Life.